# Swertia cuneata
Swertia cuneata là một loài thực vật có hoa trong họ Long đởm. Loài này được Wall. ex D. Don miêu tả khoa học đầu tiên năm 1836.